# Hongjurung
A Hongjurung (Hongyureung) (hangul: 홍유릉, handzsa: 洪裕陵) Kjonggi (Gyeonggi) tartomány Namjangdzsu (Namyangju) városában található Csoszon (Joseon)-kori koreai királysírcsoport, melybe Kodzsong (Gojong) és Szundzsong (Sunjong) császárokat temették.

## Története
| Sír neve                         | Elhunytak neve                                                                                            | Év   |
| -------------------------------- | --- | ---- |
| Hongnung (홍릉, 洪陵, Hongneung) | Kodzsong (Gojong) császár Mjongszong (Myeongseong) császárné                                              | 1919 |
| Jurung (유릉, 裕陵, Yureung)     | Szundzsong (Sunjong) császár Szunmjong (순명, Sunmyeong) császárné Szundzsong ( 순정, Sunjeong) császárné | 1926 |

### Hongnung(Hongneung)
Min királynét 1895-ben gyilkolták meg a japánok a királyi palotában. Ezt követően testét a palota falain kívül elégették, japán nyomásra a király a rangját közemberré változtatta. 1897-ben, a Koreai Császárság kikiáltása után férje, Kodzsong (Gojong) császár posztumusz császárnéi rangra emelte, számára a Tonggurung (Donggureung) sírcsoport Szungnung (숭릉, Sungneung) sírjának jobb oldali lejtőjén emeltetett halmot. Az állami temetést azonban félbe kellett szakítani politikai okokból. Később a temetést végrehajtották, majd amikor 1919-ben Kodzsong (Gojong) meghalt, a császárné sírját a Hongnung (Hongneung) sírba helyezték át, férje mellé, ugyanazon sírhalomba.
A sírt a Ming-dinasztia sírjai után mintázták. Nincs például csongdzsagak (jeongjagak) (정자각) a sír előtt, helyette egy ötször négy kan (간, gan) nagyságú épület került a sír előtti bal oldalra, melyben a császár hálószobáját helyezték el. Az állatfigurák is mások: zsiráfok, elefántok, oroszlánok és tevék láthatóak a sír körül, a hagyományos, tisztviselőket ábrázoló, nagy méretű szobrokon kívül.

### Jurung(Yureung)
Szunmjong (Sunmyeong)ot 1904-ben, 32 éves korában tették meg koronahercegnőnek, azonban 1907-ben, még férje, Szundzsong (Sunjong) trónra lépése előtt meghalt. Eredetileg a Jongmaszan (용마산, Yongmasan) hegy lábánál temették el. A császár 1926-os halálakor a Hongnung (Hongneung) mellett építettek számára sírt, ide hozatták át a posztumusz császárnévá kinevezett Szunmjong (Sunmyeong)ot. 1966-ban melléjük temették a császár második feleségét, Szundzsong ( 순정, Sunjeong) császárnét (a Jun (윤, Yun) klánból). Mindhárman egy sírhalomban nyugszanak.